# No Regrets (album Randy Crawford & Joe Sample)
No Regrets – piętnasty album studyjny amerykańskiej piosenkarki jazzowej Randy Crawford, a zarazem drugi album sygnowany nazwą duetu Randy Crowford & Joe Sample. Wydany w 2008 roku przez dwie wytwórnie płytowe EmArcy i P.R.A. Records.

## Spis utworów
| 1.  | "Every Day I Have the Blues" (Peter Chatman)                   | 5:06  |
|     |                                                                |       |
| 2.  | "Today I Sing the Blues" (Curtis Lewis)                        | 3:34  |
|     |                                                                |       |
| 3.  | "Respect Yourself" (Luther Ingram/Mack Rice)                   | 5:45  |
|     |                                                                |       |
| 4.  | "Angel" (Sarah McLachlan)                                      | 4:08  |
|     |                                                                |       |
| 5.  | "Me, Myself and I" (Allan Roberts/Alvin Kaufman/Irving Gordon) | 2:14  |
|     |                                                                |       |
| 6.  | "Just One Smile" (Randy Newman)                                | 4:22  |
|     |                                                                |       |
| 7.  | "Don't Put All Your Dreams in One Basket" (Dennis Morgan)      | 3:08  |
|     |                                                                |       |
| 8.  | "This Bitter Earth" (Clyde Otis)                               | 3:59  |
|     |                                                                |       |
| 9.  | "Starting All Over Again" (Leroy Mitchell )                    | 4:19  |
|     |                                                                |       |
| 10. | "No Regrets" (Charles Dumont/Michel Vaucaire)                  | 3:01  |
|     |                                                                |       |
| 11. | "Lead Me On" (Don Robey )                                      | 4:14  |
|     |                                                                |       |
| 12. | "Angel of the Morning" (Chip Taylor)                           | 3:46  |
|     |                                                                |       |
|     |                                                                | 47:36 |
|     |                                                                |       |

## Muzycy
- Randy Crawford – wokal
- Joe Sample – fortepian
- Steve Gadd – perkusja
- Ray Parker, Jr. – gitara (nagrania: 3, 9)
- Christian McBride – gitara basowa
- Anthony Wilson – gitara
- Dan Higgins – saksofon (nagrania: 7, 8, 9, 12)
- Gary Grant – trąbka (nagrania: 9, 12)

## Produkcja
- Joe Sample – producent i aranżer
- Tommy LiPuma - producent
- Bill Schnee – miksowanie nagrań
- W. L. Van der Laan – Projekt okładki
- Lionel Flusin - fotografie

## Najwyższe notowania na listach
| Lista 2008                        | Pozycja |
| --------------------------------- | ------- |
| Lista amerykańska Top Jazz Albums | 12      |
| Lista francuska                   | 170     |